# Tottenham Hale (métro de Londres)
Ne doit pas être confondu avec Gare de Tottenham Hale.
Pour le quartier, voir Tottenham Hale.
Tottenham Hale (en anglais : Tottenham Hale Underground Station), est une station de la Victoria line du métro de Londres, en zone Travelcard 3. Elle est située sur la Station Road, à Tottenham Hale, sur le territoire du borough londonien de Haringey.
C'est une station de correspondance avec la gare de Tottenham Hale de National Rail intégrant une station intermédiaire du Stansted Express qui effectue la liaison entre l'aéroport de Londres-Stansted et la gare de Liverpool Street.

## Services aux voyageurs

### Desserte

Installations et desserte
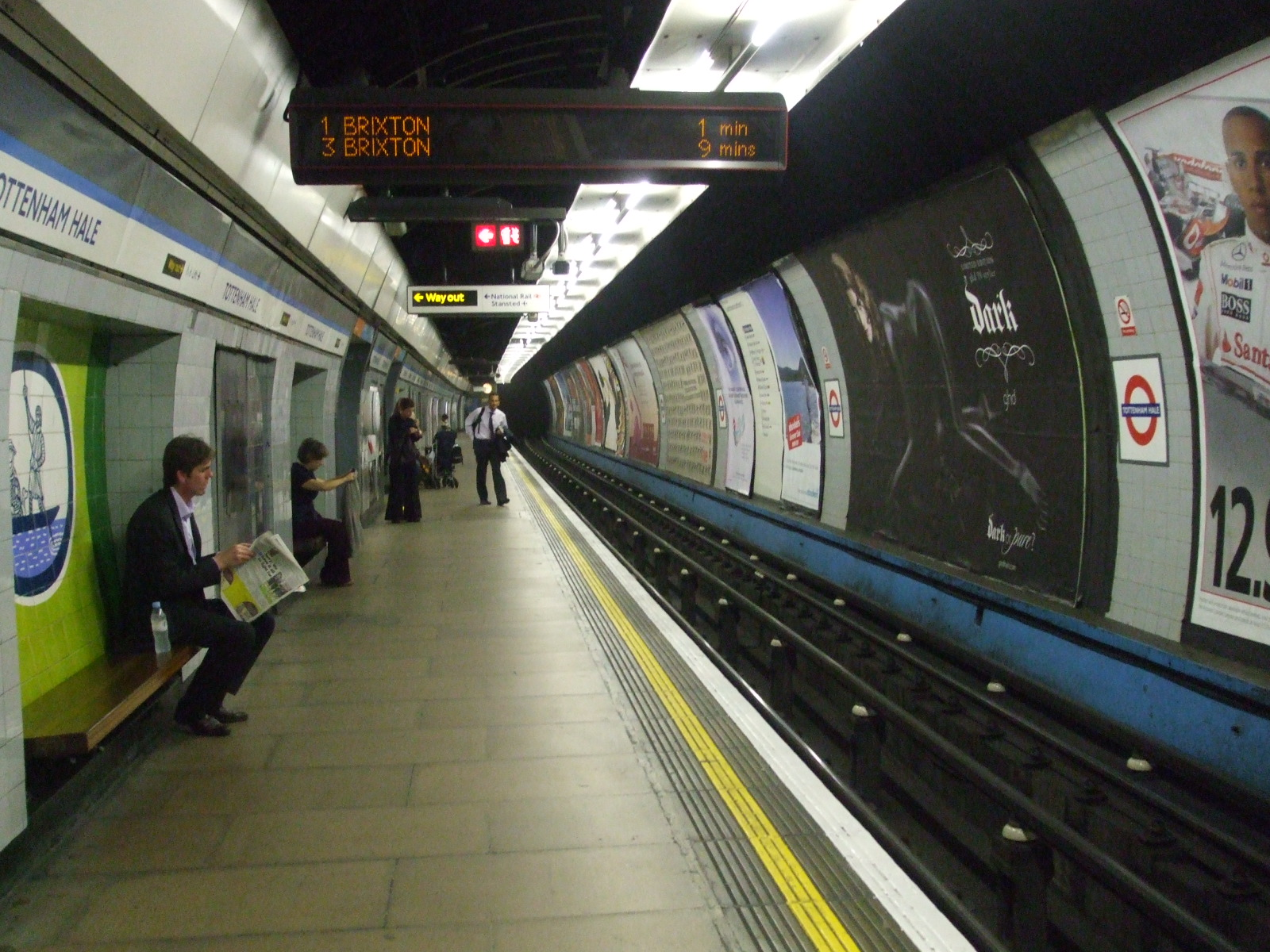
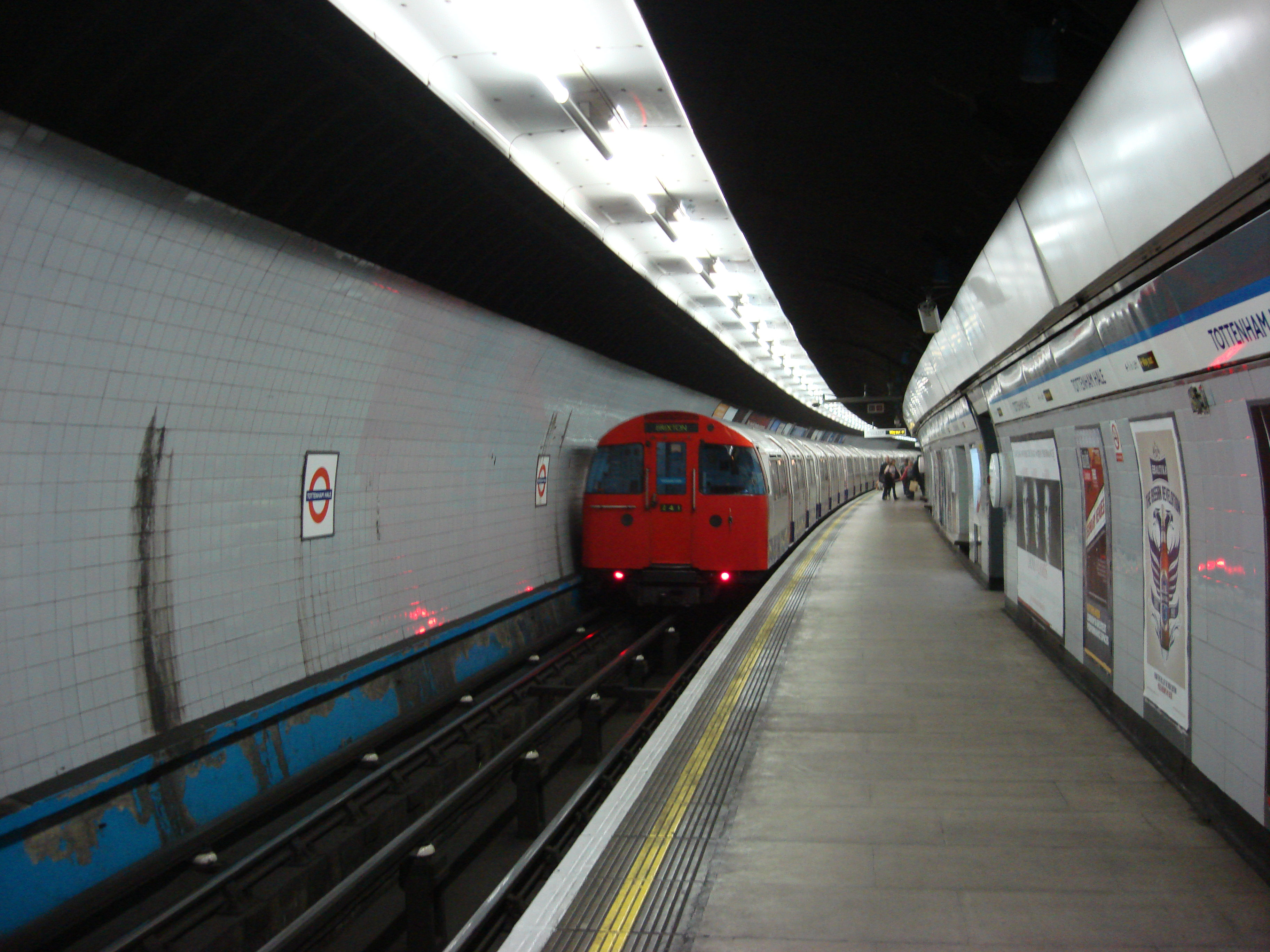
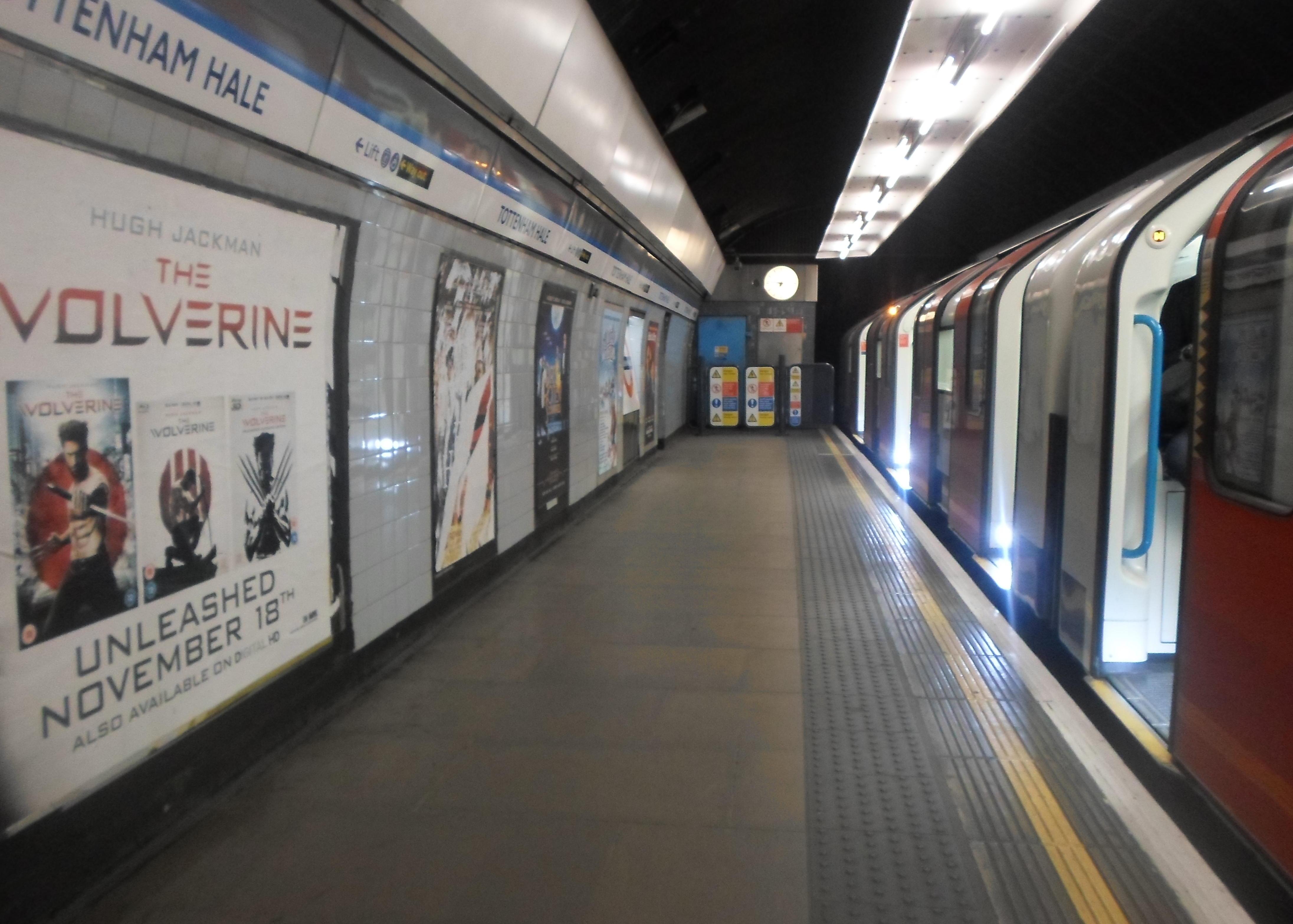

## À proximité
- Tottenham Hale